# Krach
Pour les articles homonymes, voir Krach (homonymie).
Pour les articles ayant des titres homophones, voir Krak, Crack et Krakus.
Ne doit pas être confondu avec Crach ou Crash.

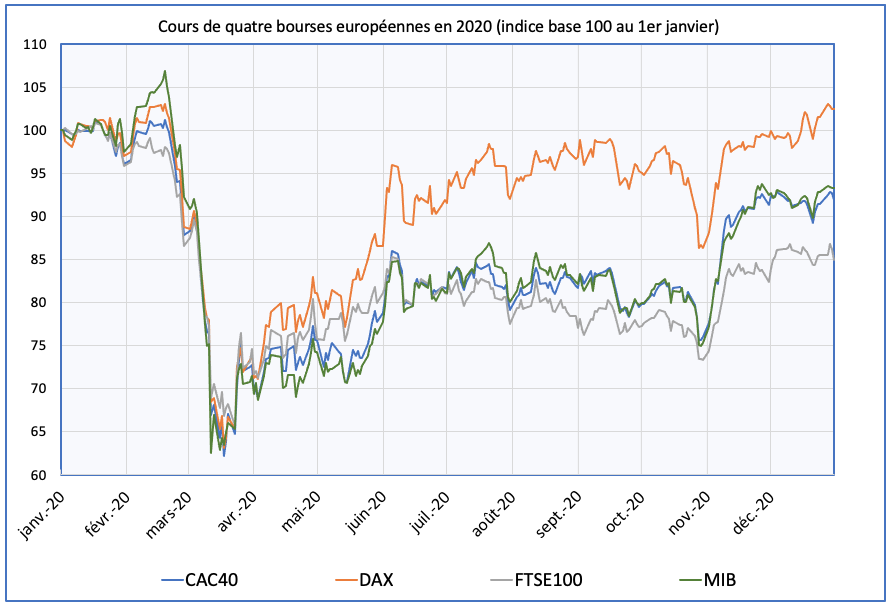
Cours de plusieurs bourses européennes en 2020 subissant le krach de mars 2020 avant une remontée progressive.

Un krach est une baisse brutale des prix d'une classe d'actifs, comme un marché financier à la suite d'un afflux massif d'ordres de vente. Un krach intervient parfois après l'éclatement d'une bulle spéculative, comme le krach boursier de 2001-2002 après celui de la bulle Internet. L'histoire des bourses de valeurs est jalonnée de krachs.

## Étymologie
Krach est un mot d'origine allemande qui signifie « grand bruit », « boucan » (comme celui d'un effondrement - d'où son emploi au sens figuré  pour désigner l'effondrement des cours de la bourse), et de manière métaphorique « dispute, conflit ». Le terme apparaît dans la presse germanique lors de la chute des bourses de Vienne et de Berlin durant l'été et l'automne 1873. De fait, les prononciations /kʁax/ (allemande) ou /kʁak/ (française) sont usitées. En anglais, krach est devenu crash ou stockmarket crash. Faisant généralement référence à la bourse, à l'inverse de crise économique, dont la portée est beaucoup plus large ; toutefois, le terme originairement allemand krach désigne fréquemment une baisse brutale sur d'autres marchés : krach obligataire, krach immobilier. Le mot allemand n'a fait que reprendre le sens que l'on donne au mot crash en anglais depuis 1817, et qui caractérisait à cette époque une chute brutale du cours d'une action.
En français, le mot est attesté à partir de 1881.

## Causes économiques

### Formation et éclatement des bulles spéculatives
Le phénomène du krach est brutal et spectaculaire. Les cours des actions ou des marchandises baissent brutalement, le nombre de vendeurs excédant largement le nombre d'acheteurs. Les vendeurs en arrivent à vouloir ou devoir vendre à n'importe quel prix, ce qui précipite la chute des titres.
Cependant, si le krach est brutal, son apparition suit un mécanisme qui s'installe sur une période plus longue. Le phénomène débute par une hausse des cours fondée sur une croissance avérée de l'économie. Cela attire un grand nombre d'investisseurs, souvent des particuliers, qui souhaitent bénéficier de cette hausse. L'investissement peut alors se faire en masse sur un grand nombre de valeurs (effet grégaire). L'afflux de capitaux frais entraîne une envolée boursière. Le phénomène peut alors s'amplifier si les investisseurs s'endettent pour continuer à profiter de la hausse. Or cette hausse supplémentaire se décale progressivement des résultats réels de l'économie : c'est alors une bulle spéculative. On arrive alors dans une phase attentiste où seuls les investisseurs les plus avertis sortent de cette bulle. La publication d'une statistique sur la surévaluation du marché donne souvent le signal d'alarme qui conduit au krach : les investisseurs, souvent des petits porteurs, vendent en masse leurs titres et une course à la liquidité s'ensuit.

### Impact de l'informatique

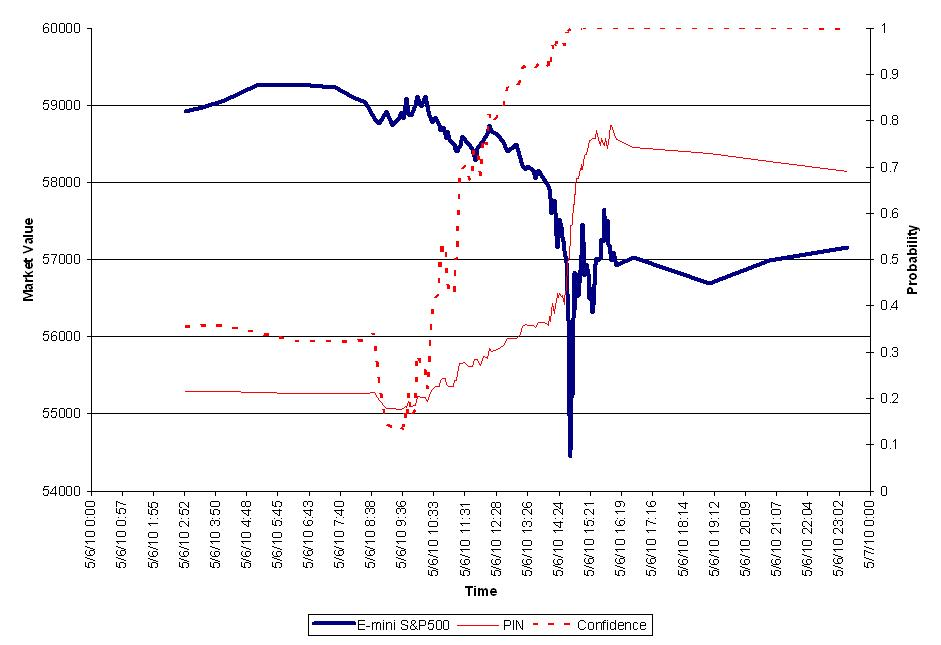
Exemple du flash-krach du 6 mai 2010, le cours de l'indice en bleu représentant l'indice SP.

Aujourd'hui, le phénomène est largement amplifié par l'informatique. En effet, si c'est la peur qui conduit les petits porteurs à se débarrasser de leurs titres, ce sont des automates qui gèrent les actions des investisseurs institutionnels.
Pour contrer ce phénomène, les places boursières comme Paris, Londres, Francfort ou Wall Street ont mis en place des garde-fous comme des déconnexions imposées, tandis que des clôtures anticipées permettent d'arrêter les cotations, jusqu'à ce que la panique se calme.
Les flash-krach, chutes brutales observées sur des espaces de temps très faibles, sont des symptomes de l'influence des programmes informatiques qui renforcent les spirales baissières ou haussières. On en trouve un exemple dans le Flash Crash de 2010, où l'indice Dow Jones Industrial Average a perdu 9,2 % en l'espace de 10 minutes.

### Impact des ventes à découvert
Les ventes à découvert peuvent tout aussi bien stabiliser les marchés en contrecarrant les cours excessifs que les amplifier en exagérant une baisse au-delà de son fondement réel. Une personne physique ou morale qui ne détient pas de titre, a la possibilité de vendre des titres qu'elle ne détient pas, à condition de les racheter ultérieurement.
Les ventes à découvert sont généralement assez encadrées. Par exemple, des dépôts de garantie sont souvent requis. Mais cette gestion des garanties ne se fait pas toujours en temps réel, et peut donc parfois être contournée par des transactions à haute fréquence.

### Aspect psychologique des krachs
Les krachs, mais aussi les bulles financières, ont aussi pour origine des excès spéculatifs dus à la psychologie des marchés. Ces excès dus en particulier à des mimétismes de comportement des opérateurs est l'un des thèmes de la finance comportementale.

## Principaux krachs
Voir à ce sujet les tableaux : Liste des crises monétaires et financières

### Crise de la tulipe
Au plus fort de la hausse du prix des bulbes de tulipes fantaisie, en 1636, un seul bulbe pouvait valoir l'équivalent d'un carrosse avec ses deux chevaux et tout leur harnachement. Cependant les économistes modernes ne sont pas tous d'accord pour qualifier l'épisode de bulle spéculative.

### Krach de la bourse viennoise en 1873 (Gründerkrach)
À la suite de l'unification allemande en 1871, un développement économique et capitalistique très rapide eut lieu de 1871 à 1873, avec la création de nombreuses sociétés. Avec l'apparition de la concurrence, les profits stagnèrent et les actions se mirent à baisser dans le monde germanophone à partir de mai 1873. À l'été 1873, une banque de Budapest dut faire face aux demandes de remboursement, conduisant peu après plusieurs banques de Vienne à la cessation de paiements. Les épargnants méfiants vidèrent leurs comptes, tandis que la crise se propageait à Berlin en octobre 1873, puis à d'autres places européennes et américaines. Par manque de capital, la crise financière devint alors une crise économique.

### Krach de 1929
Avec une capacité de production toujours en hausse et supérieure à la demande, et à la suite de la diminution des bénéfices de sociétés américaines, les investisseurs cherchent à liquider les actions de ces sociétés qu'ils possèdent. Le mécanisme de la baisse à Wall Street s'amorce et sur les autres places de marché. Cette crise économique contribuera à la Seconde Guerre mondiale, l'Allemagne n'étant toujours pas remise de la première.
- 1929 : 24 octobre (« jeudi noir ») - 29 octobre (« mardi noir ») : krach - la bourse perd 25 %.
- 1931 : la crise touche l'économie tout entière.
- 1932 : la bourse touche le fond après avoir perdu 89 %.
- 1933 : la reprise économique s'amorce lentement.
- 1937 : rechute de l'économie.
- 1941 : entrée en guerre, fin de la crise.
- 1954 : la bourse retrouve enfin son niveau d'avant le krach, soit environ 25 ans après.

### Krach d'octobre 1987
On appelle parfois « Lundi noir » la journée du lundi 19 octobre 1987, où l'indice Dow Jones de la Bourse de New York s'effondra de 22,6 %, la seconde plus importante baisse jamais enregistrée en un jour sur un marché d'actions, devancée seulement par le krach de la bourse islandaise de 2008.

### Bulle et krach en l'absence de bourse, le cas russe des années 1990
Des gonflements et effondrements financiers peuvent se produire même en l'absence de bourse. L'écroulement de la valeur du rouble dans les années 1990 s'explique par l'énormité des avoirs monétaires de la population russe à la caisse d'épargne nationale (Sberbank) pendant la période communiste. Cela provenait du fait que les salariés ne pouvaient pas dépenser leur argent, les magasins étant vides. Autrement dit, les salaires étaient versés en monnaie de singe sans contrepartie économique au niveau des produits disponibles. Il y avait une bulle de la quantité de monnaie en circulation. Cette monnaie s'est révélée presque sans valeur lors de l'évolution vers l'économie de marché, le cours du rouble s'ajustant librement sur le marché des changes de même que le prix des marchandises pour l'ajuster à la quantité de monnaie et inciter à développer l'offre de produits.

### Crise économique asiatique
Les bourses asiatiques s'effondrent lors de la crise asiatique. Cette crise a progressivement des répercussions dans tous les pays émergents.

### Bulle internet de 2000
En avril 2000, le NASDAQ s'effondre (spéculation, bulle internet). Cette chute se répercutera sur tous les marchés. À Paris, le CAC 40, indice phare des principales valeurs entame en septembre 2000 une dégringolade accentuée par les attentats du 11 septembre 2001 ; elle ne s'achèvera qu'en mars 2003, l'indice passant de 6922 points le 4 septembre 2000 à 2403 points le 12 mars 2003, soit une chute de 65 % en deux ans et demi.

### Bulle puis krach de l'immobilier américain en 2007 et 2008

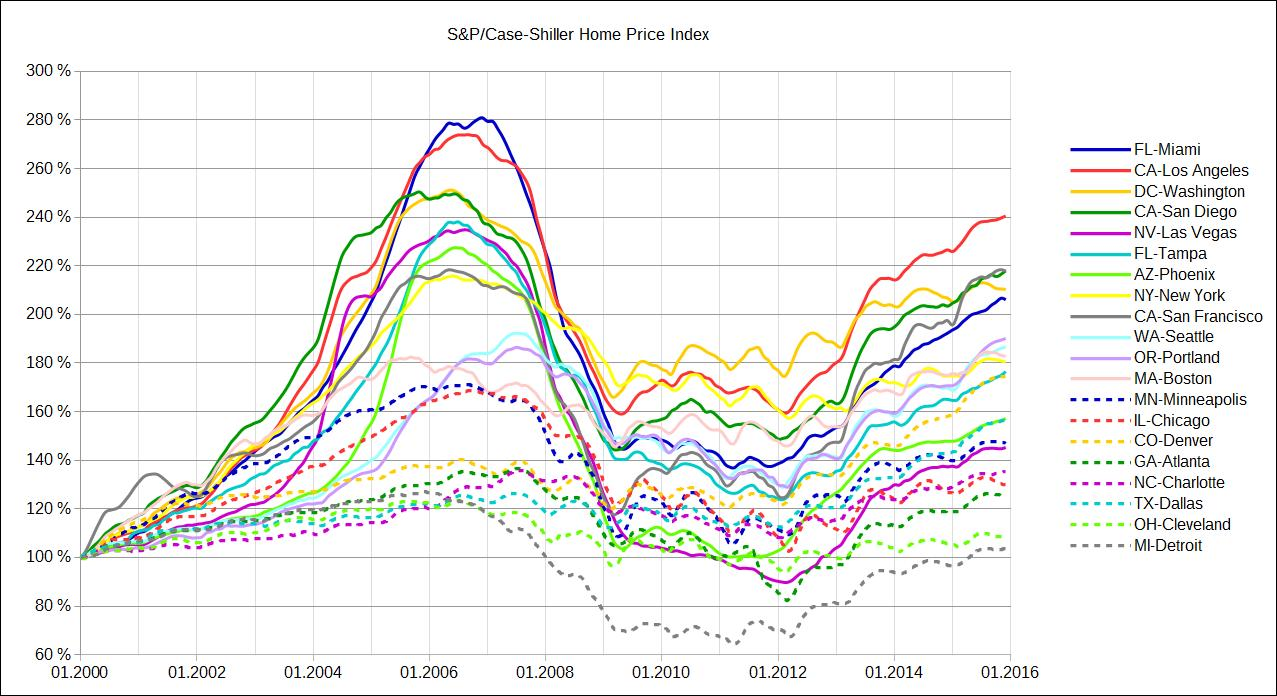
Indice Case&Shiller (2000-2008) des prix immobiliers des principales métropoles US illustrant la bulle puis le krach des années 2007-2008.

Le dégonflement brutal de la bulle de l'immobilier aux États-Unis, et principalement des subprimes, accompagné de difficultés de financement du capital-investissement, ont entraîné une crise bancaire et boursière autour du monde qui commence le vendredi 10 août 2007 avec des chutes de 2 à 3 % des places européennes et asiatiques et ont conduit les places boursières à fermer prématurément et les banques centrales a procéder à de massives injections de liquidités, en principe temporaires, dans le système bancaire et financier. Les places asiatiques plongent de 7 à 8 % le mercredi 15 août 2007. Le lundi 21 janvier 2008, c'est le CAC 40, indice phare de la Bourse de Paris, qui chute de 6,83 %.
Ce krach avait été anticipé dès février 2007 sur le marché des options à la suite des avertissements du président de la Réserve fédérale américaine, Alan Greenspan. Les prix de l'immobilier américain, sur douze mois, n'ont alors reculé que de 3 %, mais cette baisse va ensuite s'amplifier à partir de l'été 2007. Entre-temps, le CAC 40 poursuit sa progression et dépasse le seuil de 6 100 points en mai 2007, avant de commencer une longue descente.
Le lundi 15 septembre 2008, l'annonce de la banqueroute de la banque d'affaires américaine Lehman Brothers fait chuter toutes les places financières du monde. À Paris le CAC 40 perd 3,8 % mais se reprend les jours qui suivent. La faillite d'AIG, leader mondial de l'assurance, est annoncée le 15 septembre aussi, mais quelques jours plus tard, il est sauvé de la faillite par la Réserve fédérale des États-Unis.
Le lundi 29 septembre 2008 le plan Paulson, un plan de sauvetage de 700 milliards de dollars est rejeté par le congrès américain, ce qui provoque de très fortes chutes dans les places financières américaines et européennes (Wall Street ferme avec une baisse de 7 %, le Dow Jones perd 777.68 points, le CAC 40 perd 5 %). Mais le marché remonte ensuite, en anticipant l'adoption du plan Paulson adopté avec plusieurs amendements démocrates.
Le vrai krach commence le lundi 6 octobre 2008. La plupart des bourses mondiales connaissent la plus forte baisse de leur histoire sur une semaine : -22 % à Paris, -24 % à Tokyo, où une compagnie d'assurance fait faillite, et -21 % à New York.
Le lundi noir du 6 octobre fait référence à la crise de 1929 car la plupart des places financières ont enregistré des records de baisse (-9,04 % à Paris, le Dow Jones américain passant sous les 10.000 points, comme le Nikkeï japonais deux jours après), avec des volumes d'affaires gigantesques (6,5 milliards d'euros échangés à Paris). Le 8 octobre, après un marché calme le mardi 7, les bourses européennes replongent à nouveau (-6,31 % à Paris) malgré la baisse concertée des taux directeurs de l'ensemble des grandes banques centrales à travers le monde.
Cette crise est celle de tous les records pour la bourse de Paris, qui a enregistré successivement sa plus forte hausse quotidienne de son histoire (+9,27 % le 19 septembre 2008 lors du rebond qui a suivi la faillite de Lehman Brothers le 15 septembre et le sauvetage d'AIG trois jours plus tard) puis sa plus forte baisse quotidienne de son histoire (-9,04 % le 6 octobre) puis de nouveau sa plus forte hausse quotidienne (+11,18 % le 13 octobre 2008).

### Krach boursier de juillet et août 2011
Le krach boursier a fait baisser d'un quart plusieurs grands marchés boursiers entre juillet et août, dans le sillage des inquiétudes générées par la crise grecque et des risques de ralentissement marqué de la croissance en Europe et en Amérique du Nord. Le krach boursier de juillet et août 2011 a aussi été amplifié par les inquiétudes sur la situation des banques.

### Krach boursier de décembre 2013 et janvier 2014
La bourse de Tunis a subi l'une des plus grandes chutes dans le monde de la bourse. Tunindex, l'indice boursier de la bourse de Tunis, a chuté de 61,32 %, ce qui a entraîné la faillite d'une société de maçonnerie et une défaillance économique dans le monde arabe. De nombreux projets de rénovation et de construction dans la capitale tunisienne sont retardés et les travaux pour l'exposition universelle de 2020 à Dubaï prennent un grand retard.

### Krach boursier de 2020 (lié au Coronavirus et à la chute des cours du pétrole)
La Bourse de Paris a accusé lundi 9 mars 2020 sa pire chute sur une séance depuis 2008 (-8,39%), sur fond d'effondrement des cours du pétrole après l'échec de négociations entre l'Opep et la Russie, en pleine crise du coronavirus.
Le baril de brent a perdu 20 % sur la séance du lundi 9 mars 2020 et même 45 % depuis le début de l'année ; la plus lourde baisse depuis la Guerre du Golfe en 1991.
Entre son pic de 6.111,24 points du 19 février et la clôture de lundi 9 mars 2020, à 4.707,91 points, le CAC 40 a perdu 22.9 %, ce qui efface les hausses de l'année 2019.
Les autres bourses mondiales n'ont pas été épargnées par la chute.
Le Dax de la Bourse de Francfort plonge de son côté de 7,94% (pire séance depuis 2001), tandis que le FTSE-100 à Londres dégringole de 7,69%.
Le jeudi 12 mars 2020 a lieu un second krach. Les places boursières du monde entier ont dévissé à l'image du Dow Jones qui subit la chute la plus importante depuis le krach de 1987 avec une perte de 9,99%. Le CAC 40 clôture alors avec des pertes de plus de 12,28 % à 4.044,26 points. Il s'agit de sa pire séance depuis sa création en 1988.

### Krach boursier d'avril 2025
A la suite de la mise en place de tarifs douaniers mondiaux par la seconde administration Trump le 2 avril 2025, dans un contexte de guerre commerciale avec la Chine, le Canada et le Mexique, le marché boursier américain accuse une chute de 5 000 milliards de dollars

### Documentaires
- Faites sauter la banque, documentaire de Pascal Vasselin sur les rouages humains et financiers d'une bulle spéculative et d'un krach, dans l'exemple de la crise asiatique de 1997. Diffusé en 2002 sur la chaîne franco-allemande Arte et sur la chaîne britannique BBC.